# Dvoretice
Dvoretice nebo též Dvořetice (německy Dworetitz) jsou osada v okrese Strakonice v Jihočeském kraji. Je součástí obce Myštice a katastrálního území Vahlovice. Nachází se asi 6 km severovýchodně od Blatné a asi 28 km severovýchodně od Strakonic. V roce 2021 zde žilo 18 obyvatel v šesti domech.
Je zde registrováno 14 čísel popisných. Prochází tudy silnice III/1751. Nachází se zde rybník Trávník, Oborský rybník, bezejmenný rybník a kaple.
| Rok            | 1869 | 1880 | 1890 | 1900 | 1910 | 1921 | 1930 | 1950 | 1961 | 1970 | 1980 | 1991 | 2001 | 2011 | 2021 |
| -------------- | ---- | ---- | ---- | ---- | ---- | ---- | ---- | ---- | ---- | ---- | ---- | ---- | ---- | ---- | ---- |
| Počet obyvatel | 78   | 85   | 70   | 76   | 77   | –    | 65   | –    | –    | 35   | 23   | 14   | 20   | 28   | 18   |
| Počet domů     | 12   | 13   | 13   | 13   | 13   | 13   | 13   | –    | –    | 14   | 10   | 13   | 15   | 11   | 6    |